# Домовины
Домови́ны — село, входящее в состав Домовинского сельсовета Измалковского района Липецкой области.

## Название
Слова домовины, домовище означают гроб, особенно однодеревный, долбленый. У слова домовище имелось и такое значение: «стан, притон, всякое жилье, кроме собственного дома».

## История
По документам 1676 года — село Поддомовины с пустующей Космодемьянской церковью, 34 двора (ОКРМ, 158). По другим данным, известно, что село уже было в 1661 году (и находилось тогда под Домовиновым лесом).
В 1774 году в селе был построен каменный храм во имя Каплуновской Божией Матери.

## Население
| 2010 |
| ---- |
| 50   |